# Avec nos excuses à Jesse Jackson
Avec nos excuses à Jesse Jackson (With Apologies to Jesse Jackson dans la version originale) est le premier épisode de la onzième saison de la série animée South Park, ainsi que le 154e épisode de l'émission.
Cet épisode était intervenu, aux États-Unis, après notamment une controverse concernant Don Imus (en) : ses commentaires radio sur les joueuses de l'équipe de basketball féminin des Rutgers l'avaient obligé à faire des excuses publiques. Nombre d'autres injures raciales ou autres ont été publiquement dénoncées puis excusées. C'est la normalisation de cette pratique de rédemption qui explique l'humour du titre et de l'épisode.
L'épisode présente une triple intrigue, Randy Marsh, son fils Stan Marsh, Eric Cartman et Token Black sont les personnages clés de cet épisode dans leurs approches de la tolérance.

## Résumé
Alors qu'il participe à l'émission La Roue de la fortune, Randy Marsh prononce maladroitement le mot « nègre » en direct à la télévision, ce qui choque une bonne partie de la communauté locale. À la suite de cet incident, le fils de Randy, Stan Marsh, se retrouve dans une situation épineuse lorsqu'il tente de s'expliquer face à son ami noir Token qui cependant ne lui pardonne pas l'acte de son père.
Randy veut s'excuser auprès de la communauté noire, mais il ne parvient qu'à se ridiculiser ou à être stigmatisé encore plus. Stan et Token sont dans une impasse car Stan tient obstinément à s'excuser.
Entre-temps, Cartman ne peut s'empêcher de rire d'un intervenant atteint de nanisme, le Dr. David Nelson. Ce dernier commence par faire bonne figure, mais son code d'honneur va vite déchanter face aux ricanements du gamin et conduire à une situation humiliante pour chacun.
Finalement, une confrontation physique directe a lieu entre David Nelson et Cartman à laquelle tout le monde assiste dans laquelle Éric finit par mettre au tapis son adversaire tout en l'humiliant. David Nelson finit par mettre KO Cartman qui était en train de partir du champ de bataille, indiquant qu'il a fait valoir son point de vue, mais Éric, en se relevant continua à se moquer de lui, faisant partir le docteur agacé. Stan et Kyle ne s'en souviennent plus, Stan réalise alors qu'il ne pourra jamais comprendre et que même s'il s'excuse auprès de Token : étant donné qu'il est blanc, il ne peut pas comprendre ce qu'un noir traité de « nègre » peut ressentir. Dans le même temps, Randy parvient à faire interdire qu'on utilise le terme « gros raciste ».